# Râul Mara
Râul Mara este un curs de apă în Maramureș, afluent al râului Iza. 
Cursul superior ale râului (amonte de localitatea Mara), este cunoscut și sub numele de Valea Brazilor. 
Unii cercetători consideră că de la acest râu provine numele Maramureșului.